# Curtain Call: The Hits
Curtain Call: The Hits è una raccolta del rapper statunitense Eminem pubblicata nel 2005.
Il disco è una raccolta dei più grandi successi del rapper statunitense, dall'inizio della carriera, con brani come My Name Is fino agli ultimi singoli di Encore, come Mockingbird e Like Toy Soldiers. Vi sono inoltre tre inediti: Fack, Shake That e When I'm Gone. L'album contiene come bonus track una versione live di Stan, cantata insieme a Elton John come risposta a chi ha accusato Eminem di omofobia.
Il secondo CD contiene, come prima traccia, il remix di una canzone di Biggie Smalls, realizzato in suo onore.

## Accoglienza
| Recensione           | Giudizio |
| -------------------- | -------- |
| AllMusic             | [ 1 ]    |
| Entertainment Weekly | A−       |
| Pitchfork            | [ 22 ]   |
| IGN                  | [ 23 ]   |
| NME                  | [ 24 ]   |
| Rolling Stone        | [ 25 ]   |

Accolto generalmente in positivo dagli addetti ai lavori, secondo Stephen Thomas Erlewine di AllMusic, Curtain Call è un «degno modo di ritirarsi» (all'epoca Eminem era in procinto di ritirarsi dalla carriera artistica), perché i suoi primi cinque lavori – quattro album più una colonna sonora – saranno per sempre il «suo picco di creatività e popolarità». La leggenda del rapper aleggia in questa raccolta, «una delle più grandi sotto ogni punto di vista».In USA l'album ha totalizzato oltre 500 settimane in classifica nella Billboard 200.

## Tracce
1. Intro (Curtain Call) (skit; inedita) – 0:34
2. FACK (inedita) – 3:25 – Eminem, Luis Resto (prod. agg.)
3. The Way I Am (da The Marshall Mathers LP) – 4:50 – Eminem
4. My Name Is (da The Slim Shady LP) – 4:28 – Dr. Dre
5. Stan (featuring Dido) (da The Marshall Mathers LP) – 6:43 – The 45 King, Eminem (co-prod.)
6. Lose Yourself (da 8 Mile) – 5:26 – Eminem, Jeff Bass (prod. agg.)
7. Shake That (featuring Nate Dogg) (inedita) – 4:33 – Eminem, Resto (prod. agg.)
8. Sing for the Moment (da The Eminem Show) – 5:40 – Eminem, Bass (co-prod.)
9. Without Me (da The Eminem Show) – 4:50 – Eminem, Bass (co-prod.), DJ Head (prod. agg.)
10. Like Toy Soldiers (da Encore) – 4:56 – Eminem, Resto (prod. agg.)
11. The Real Slim Shady (da The Marshall Mathers LP) – 4:44 – Dr. Dre
12. Mockingbird (da Encore) – 4:11 – Eminem, Resto (prod. agg.)
13. Guilty Conscience (featuring Dr. Dre) (da The Slim Shady LP) – 3:19 – Dr. Dre, Eminem (co-prod.)
14. Cleanin' Out My Closet (da The Eminem Show) – 4:57 – Eminem, Bass
15. Just Lose It (da Encore) – 4:09 – Dr. Dre, Elizondo
16. When I'm Gone (inedita) – 4:41 – Eminem, Resto (prod. agg.)

Traccia bonus
1. Stan (Live) (featuring Elton John) (inedita) – 6:17 – The Recording Academy

Versione pulita
1. My Name Is – 4:28 – Dr. Dre
2. The Way I Am – 4:50 – Eminem
3. Stan (featuring Dido) – 6:43 – The 45 King, Eminem (prod. agg.)
4. Lose Yourself – 5:26 – Eminem
5. Shake That (featuring Nate Dogg) (inedita) – 4:33 – Eminem, Resto (prod. agg.)
6. Sing for the Moment – 5:40 – Eminem, Bass (co-prod.)
7. Without Me – 4:50 – Eminem, Bass (co-prod.), DJ Head (prod. agg.)
8. Like Toy Soldiers – 4:56 – Eminem, Resto (prod. agg.)
9. The Real Slim Shady – 4:44 – Dr. Dre
10. Mockingbird – 4:11 – Eminem, Resto (prod. agg.)
11. Guilty Conscience (featuring Dr. Dre) – 3:19 – Dr. Dre, Eminem (co-prod.)
12. Cleanin' Out My Closet – 4:57 – Eminem, Bass
13. Just Lose It – 4:09 – Dr. Dre, Elizondo
14. When I'm Gone (Outro) (inedita) – 4:41 – Eminem, Resto (prod. agg.)

Traccia bonus
1. Stan (Live) (featuring Elton John) (inedita) – 6:17 – The Recording Academy

Stan's Mixtape Deluxe Edition Bonus Disc
1. Dead Wrong (Remix) (The Notorious B.I.G. feat. Eminem) – 4:59 – Chucky Thompson, Mario Winans, Diddy
2. Role Model – 3:25 – Dr. Dre, Mel-Man
3. Kill You – 4:24 – Dr. Dre, Mel-Man
4. Shit on You (D12) – 5:29 – DJ Head, Eminem (prod. agg.)
5. Criminal – 5:14 – Bass Brothers, Eminem
6. Renegade (Jay-Z feat. Eminem) – 5:37 – Eminem
7. Just Don't Give a Fuck – 4:02 – Bass Brothers, Eminem (prod. agg.)

## Classifiche

### Classifiche settimanali
| Classifica (2005)         | Posizione massima |
| ------------------------- | ----------------- |
| Australia                 | 1                 |
| Austria                   | 5                 |
| Belgio (Fiandre)          | 10                |
| Belgio (Vallonia)         | 13                |
| Canada                    | 1                 |
| Danimarca                 | 1                 |
| Finlandia                 | 7                 |
| Francia                   | 141               |
| Germania                  | 7                 |
| Irlanda                   | 1                 |
| Italia                    | 8                 |
| Norvegia                  | 2                 |
| Nuova Zelanda             | 1                 |
| Paesi Bassi               | 2                 |
| Polonia                   | 35                |
| Portogallo                | 27                |
| Regno Unito               | 1                 |
| Stati Uniti               | 1                 |
| US Top R&B/Hip-Hop Albums | 1                 |
| Svezia                    | 6                 |
| Svizzera                  | 5                 |

### Classifiche di fine anno
| Classifica (2005)         | Posizione |
| ------------------------- | --------- |
| Australia                 | 66        |
| Irlanda                   | 7         |
| Nuova Zelanda             | 7         |
| Regno Unito               | 9         |
| Svezia                    | 80        |
| Classifica (2006)         | Posizione |
| Australia                 | 24        |
| Austria                   | 34        |
| Belgio                    | 73        |
| Germania                  | 31        |
| Paesi Bassi               | 69        |
| Nuova Zelanda             | 16        |
| Stati Uniti               | 6         |
| US Top R&B/Hip-Hop Albums | 9         |
| Svezia                    | 84        |
| Svizzera                  | 23        |
| Classifica (2011)         | Posizione |
| Stati Uniti               | 145       |
| Classifica (2014)         | Posizione |
| Svezia                    | 99        |
| Classifica (2015)         | Posizione |
| Danimarca                 | 46        |
| Svezia                    | 62        |
| Stati Uniti               | 107       |
| Classifica (2016)         | Posizione |
| Canada                    | 43        |
| Danimarca                 | 35        |
| Svezia                    | 54        |
| Stati Uniti               | 110       |
| Classifica (2017)         | Posizione |
| Canada                    | 16        |
| Danimarca                 | 25        |
| Regno Unito               | 34        |
| Svezia                    | 58        |
| Stati Uniti               | 76        |
| US Top R&B/Hip-Hop Albums | 46        |
| Classifica (2018)         | Posizione |
| Australia                 | 25        |
| Canada                    | 22        |
| Irlanda                   | 25        |
| Regno Unito               | 29        |
| Stati Uniti               | 59        |
| US Top R&B/Hip-Hop Albums | 34        |
| Svezia                    | 29        |
| Classifica (2020)         | Posizione |
| Regno Unito               | 28        |
| Classifica (2021)         | Posizione |
| Australia                 | 25        |
| Regno Unito               | 19        |
| Classifica (2022)         | Posizione |
| Australia                 | 9         |
| Regno Unito               | 6         |
| Classifica (2023)         | Posizione |
| Canada                    | 17        |
| Regno Unito               | 7         |
| Stati Uniti               | 36        |